# Villebernier
Villebernier ist eine französische Gemeinde mit 1.462 Einwohnern (Stand: 1. Januar 2022) im Département Maine-et-Loire in der Region Pays de la Loire. Varennes-sur-Loire gehört zum Arrondissement Saumur und ist Teil des Kanton Longué-Jumelles. Die Einwohner werden Villebernois genannt.

## Geographie
Villebernier liegt im Weinbaugebiet Anjou an der Loire. Der Authion begrenzt die Gemeinde im Norden. Umgeben wird Villebernier von den Nachbargemeinden Saumur im Norden, Westen und Süden, Allonnes im Norden und Nordosten sowie Varennes-sur-Loire im Osten.

## Bevölkerungsentwicklung
| 1962                       | 1968 | 1975 | 1982 | 1990 | 1999 | 2006 | 2018 |
| -------------------------- | ---- | ---- | ---- | ---- | ---- | ---- | ---- |
| 1097                       | 1137 | 1162 | 1245 | 1306 | 1349 | 1388 | 1464 |
| Quellen: Cassini und INSEE |      |      |      |      |      |      |      |

## Sehenswürdigkeiten
- Romanische Kirche Saint-Mainbœuf, Monument historique
- Kapelle Notre-Dame-des-Eaux
- Herrenhaus von Launay, Monument historique

Siehe auch: Liste der Monuments historiques in Villebernier